# Bastide (construction)
Pour les articles homonymes, voir Bastide.

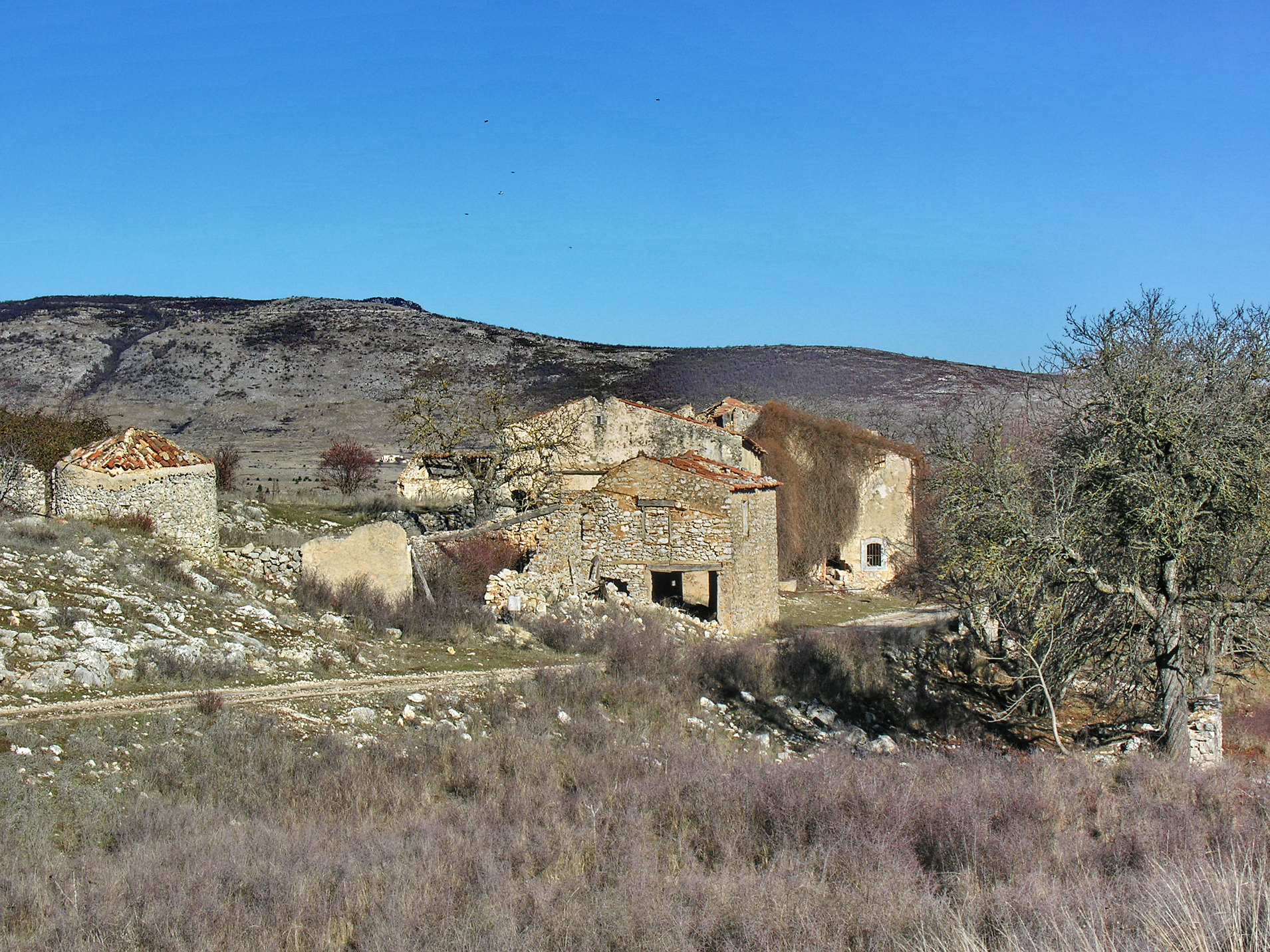
Vestiges d'une bastide sur le plan de Canjuers.

Une bastide (de l'occitan bastida) est au sens premier la maison de maître d'une exploitation agricole, voire l'exploitation agricole dans son ensemble, et au sens dérivé une maison de maître rurale ou périurbaine.
À partir du XVIIe siècle, ces exploitations agricoles, ou domaines, sont acquises par la bourgeoisie pour en faire des résidences où passer les saisons chaudes. D’abord agricoles, elles vont devenir au fil du temps des bastides de villégiature.

## Historique et définition

### L'arrivée des bourgeois
Aux XVIIe et XVIIIe siècles, la bourgeoisie urbaine du pays d'Aix, enrichie par le commerce et la fonction publique, acquiert des terres où elle installe des villégiatures champêtres, mais qui portent aussi des activités agricoles : élevage, vigne, cultures maraîchères, etc. La villégiature comporte la maison du maître (la bastide), le logement de l'intendant ou régisseur, des logements en grand nombre pour les ouvriers, et des dépendances. Des ensembles de ce type se multiplient autour d'Aix, dans la région de Rognes, et jusqu'à Pertuis, Jouques et le haut Var. Au sens propre, la bastide est la maison du maître, la résidence secondaire, et au sens élargi l'ensemble de cette dernière et de l'exploitation agricole avec sa maison de ferme.
La bastide, où seul réside le maître, est un bâtiment isolé, généralement imposant sous une couverture à quatre eaux. Sa façade, à l'ordonnance symétrique, est dans le goût noble de son époque.
Avec le temps, la bastide et ses bâtiments ruraux ont subi des transformations importantes sur un siècle ou deux, comme l'atteste l'étude de leurs archives. Il arrive que la bastide elle-même se soit transformée en exploitation rurale lorsque le propriétaire urbain n'a plus eu que la ressource d'exploiter lui-même son domaine.

### Les bastides-châteaux
Dans le courant du XVIIIe siècle, avant la révolution française, plusieurs très riches bourgeois décident d'utiliser leurs domaines pour créer des bastides dignes de châteaux. Le secteur de Marseille est relativement concerné par cette vague, avec de très nombreux châteaux issus de bastides.[réf. nécessaire]

### Les bastides bourgeoises périurbaines
À la fin du XIXe siècle, les grandes villes comme Marseille, Aix-en-Provence ou encore Toulon ont vu leurs paysages de proche campagne envahis de bastides. Les annexes agricoles ont été oubliées et seule la bastide reste avec quelques terres d'agrément.[réf. nécessaire]

## Structure

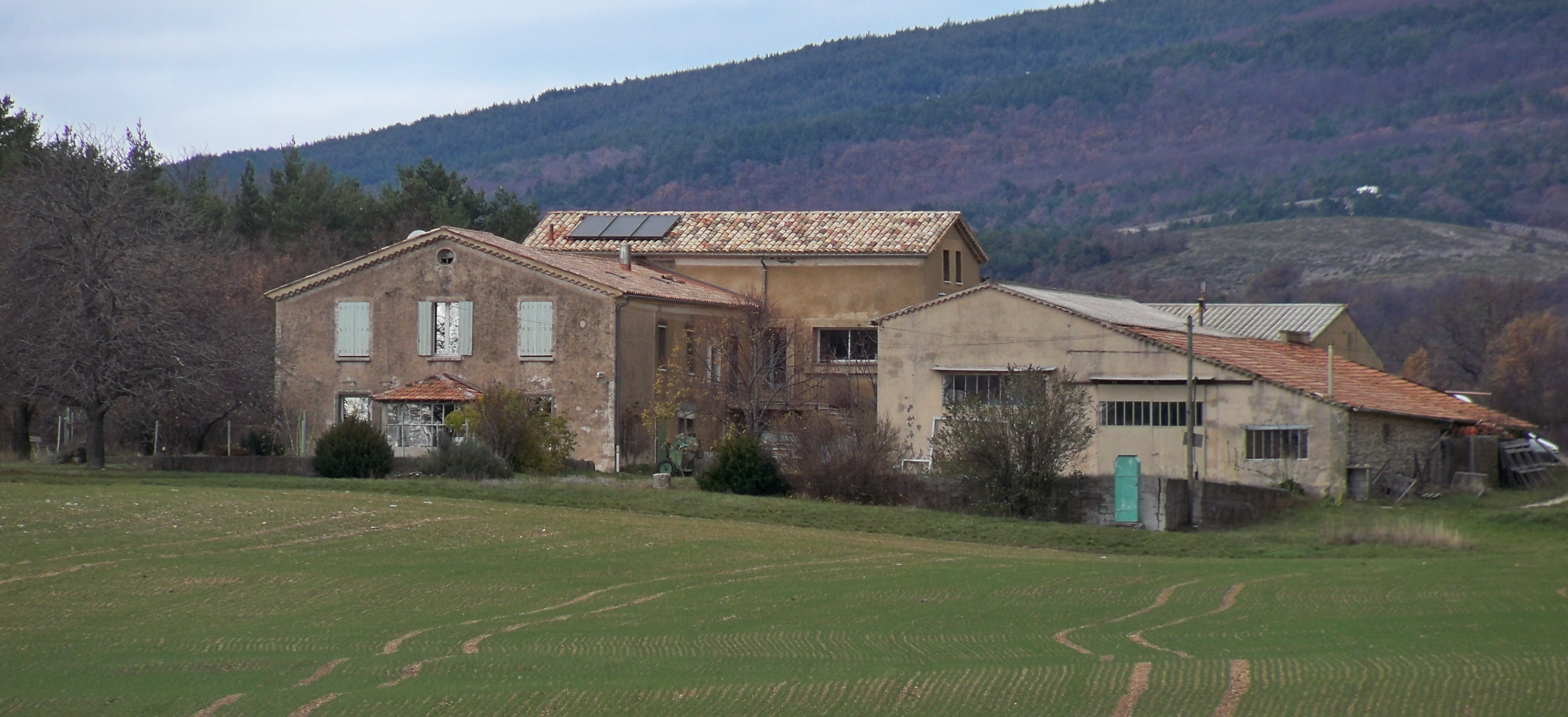
Au Revest-du-Bion, maison à terre à la sortie du village près de Notre-Dame de l'Ortiguière.

### La bastide comme un ensemble agricole
Ce type d'ensemble représente un stade d'évolution que Fernand Benoit définit comme « maison à terre » par opposition à la « maison en hauteur » propre au village ou à la ville. Il est caractéristique de l'habitat dispersé des pays de « riche culture ».
La bastide est divisée en deux parties très distinctes dans le sens de la longueur. Le rez-de-chaussée est occupé par une salle commune dans laquelle est intégrée la cuisine. Très souvent se trouve à l'arrière un cellier contenant la réserve de vin et une chambre. Un étroit couloir, qui permet d'accéder à l'étage, sépare cet ensemble de la seconde partie réservée aux bêtes. Celle-ci se compose, dans la plupart des cas, d'une remise qui peut servir d'écurie et d'une étable. L'étage est réservé aux chambres et au grenier à foin qui correspond par une trombe avec l'étable et l'écurie.
À cet ensemble s'ajoutaient des annexes. Une des principales était la tour du pigeonnier, mais la maison se prolongeait aussi d'une soue à cochons, d'une lapinière, d'un poulailler et d'une bergerie.
Alors qu'aucune maison en hauteur ne disposait de lieu d'aisance, même en ville, la maison à terre permet d'installer ces « lieux » à l'extérieur de l'habitation. Jusqu'au milieu du XXe siècle, c'était un simple abri en planches recouvert de roseaux (canisse) dont l'évacuation se faisait directement sur la fosse à purin ou sur le fumier.
La construction d'un tel ensemble étant étalée dans le temps, il n'y avait aucune conception architecturale préétablie. Chaque propriétaire agissait selon ses nécessités et dans l'ordre de ses priorités. Ce qui permet de voir aujourd'hui l'hétérogénéité de chaque ensemble où les toitures de chaque bâtiments se chevauchent généralement en dégradé.

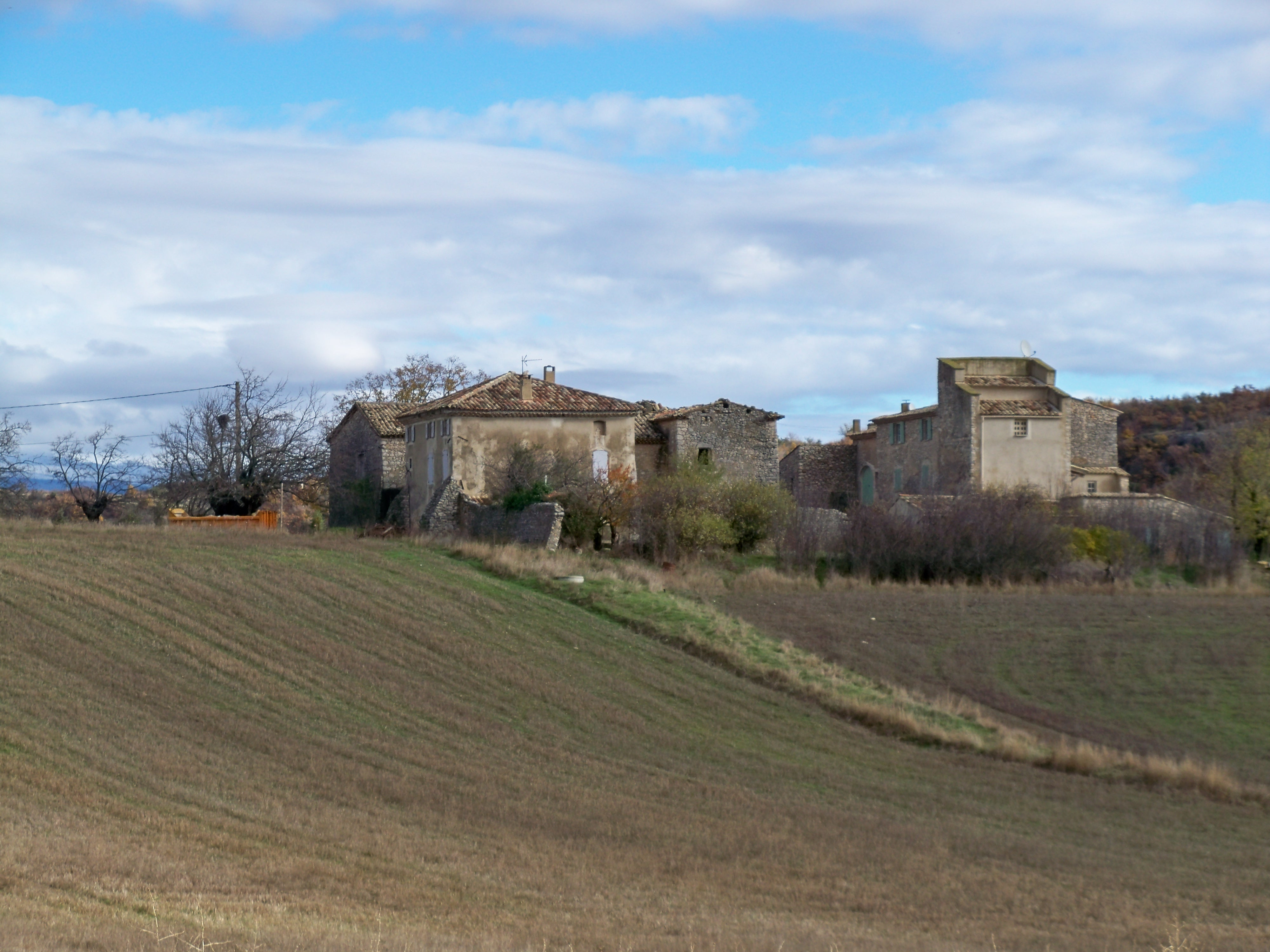
Maison à terre à Simiane avec son pigeonnier.

Chaque maison se personnalisait aussi par son aménagement extérieur. Il y avait pourtant deux constantes. La première était la nécessité d'une treille toujours installée pour protéger l'entrée. Son feuillage filtrait les rayons de soleil l'été, et dès l'automne la chute des feuilles permettait une plus grande luminosité dans la salle commune. La seconde était le puits toujours situé à proximité. Il était soit recouvert d'une construction de pierres sèches en encorbellement qui se fermait par une porte de bois, soit surmonté par deux piliers soutenant un linteau où était accrochée une poulie permettant de faire descendre un seau. L'approvisionnement en eau était très souvent complété par une citerne qui recueillait les eaux de pluie de la toiture. Le pigeonnier devint après la Révolution la partie emblématique de ce type d'habitat puisque sa construction signifiait la fin des droits seigneuriaux, celui-ci étant jusqu'alors réservé aux seules maisons nobles. Il était soit directement accolé à la maison soit indépendant d'elle. Toujours de dimension considérable, puisqu'il était censé ennoblir l'habitat, il s'élevait sur deux étages, le dernier étant seul réservé aux pigeons. Pour protéger ceux-ci d'une invasion de rongeurs, son accès était toujours protégé par un revêtement de carreaux vernissés qui les empêchait d'accéder à l'intérieur.

### La bastide comme une habitation du domaine agricole
Plus avancées architecturalement parlant que l'habitation de base qu'offre généralement les ensembles décrit ci-dessus, la bastide du domaine agricole ne sert qu'à l'habitation des maitres de l'exploitation. Si dans certains cas un mur peut être partagé, toutes les annexes relatives à l'exploitation, comme le logement du personnel agricole, les remises, les écuries, les greniers, etc. sont indépendantes.
C'est une maison d'habitation de minimum un étage sur rez-de-jardin, parfois deux ou plus. Les toitures sont généralement en tuiles rondes de terre cuite, dites tuiles canal, et il y a plusieurs rangs de génoises.

### Les bastides bourgeoises
Les premières bastides bourgeoises sont une évolution des bastides des domaines. Certaines sont des réaménagements avec agrandissement, d'autres directement de nouvelles constructions. Des bassins, fontaines et autres jeux d'eau font leur apparition dans les jardins.

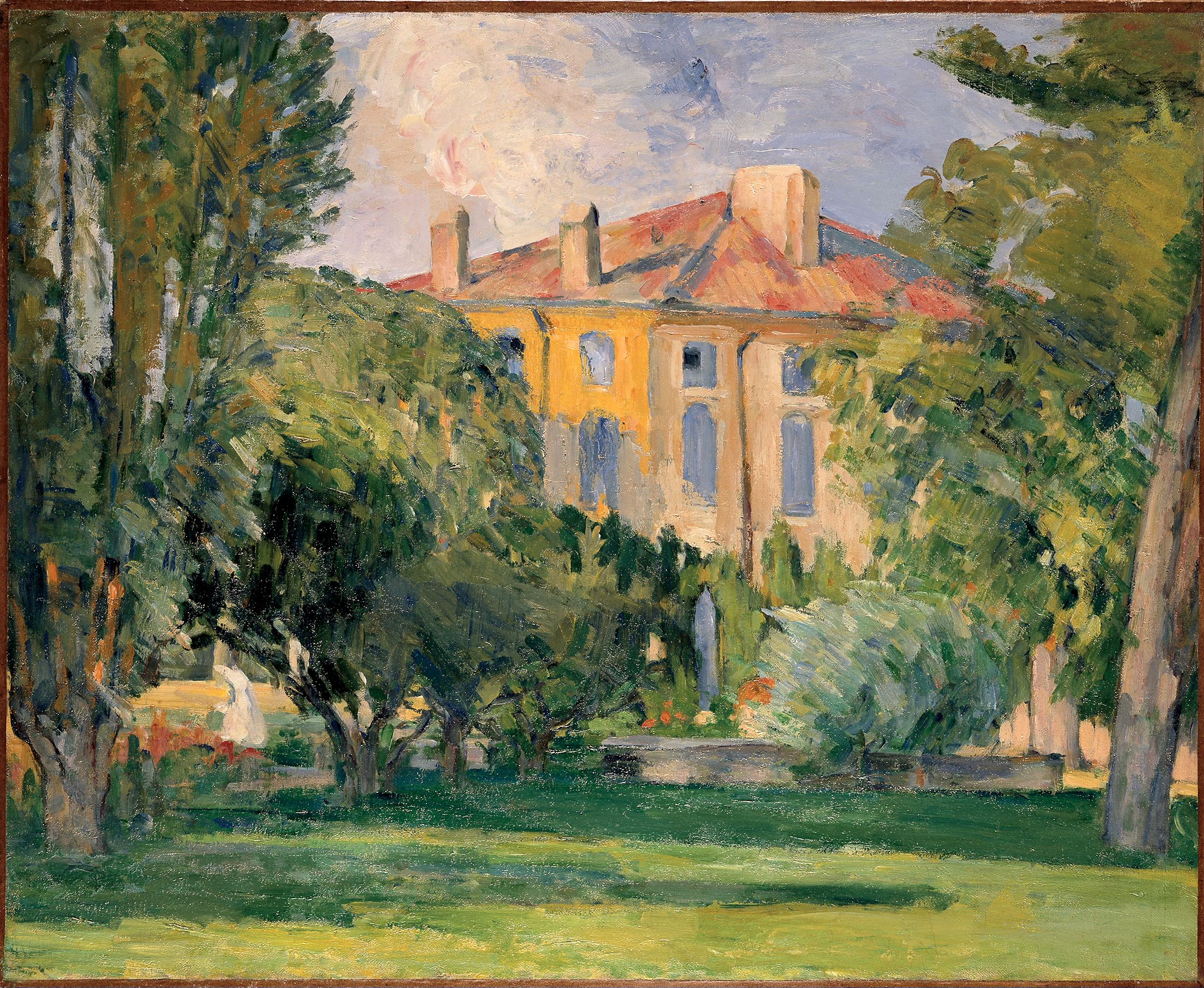
Bastide du Jas de Bouffan, v1874, National Gallery of Art de Washington.

## Les bastides et les arts
Les bastides apparaissent dans plusieurs œuvres du patrimoine provençal: Dans la littérature, avec Jean Giono, ou encore Marcel Pagnol (Souvenirs d'enfance, L'Eau des collines), dans la peinture, dont la bastide du Jas de Bouffan qui a mainte fois inspirée son propriétaire et habitant, Paul Cézanne, dans des films et des séries.